# Ulica Batalionów Chłopskich w Kielcach
Ulica Batalionów Chłopskich – jedna z ulic w Kielcach. Jest główną częścią dzielnicy Niewachlów I.
Jest to jedna z najdłuższych ulic w Kielcach z długością ponad 4,5 km.

## Przebieg
Ulica zaczyna się na rondzie z ulicami 1 Maja i Hubalczyków. Później krzyżuje się m.in. z ulicami Transportowców i Malików. Swój bieg kończy w okolicy doliny rzeki Sufraganiec, niedaleko granicy Kielc z gminą Miedziana Góra.

## Przebudowy ulicy Batalionów Chłopskich
Na 2022 rok przesunięto sprawy formalne (m.in. wypłacenie odszkodowań za grunty) związane z przebudową skrzyżowania ulicy Batalionów Chłopskich z ulicami Malików i Wystawową. Konsultacje społeczne odbyły się w 2020 roku, natomiast w 2021 roku miasto zarezerwowało 300 tys. zł. na ten cel. Koszt inwestycji ma wynieść 16 mln zł. Ostatecznie wykonawcę robót ogłoszono pod koniec grudnia 2023 roku, natomiast planowany okres robót to lata 2024–2025. Roboty zakończono jednak jeszcze w 2024 roku, 5 miesięcy przed terminem.

## Komunikacja
Na ulicy Batalionów Chłopskich znajduje się 17 przystanków, które obsługiwane są przez 5 linii (21, 25, 44, 54, 112).
Ponadto, na zachodnim końcu ulicy znajduje się pętla autobusowa, na której swoją trasę kończą wszystkie kursy linii 44.